# Burgerwetenschap

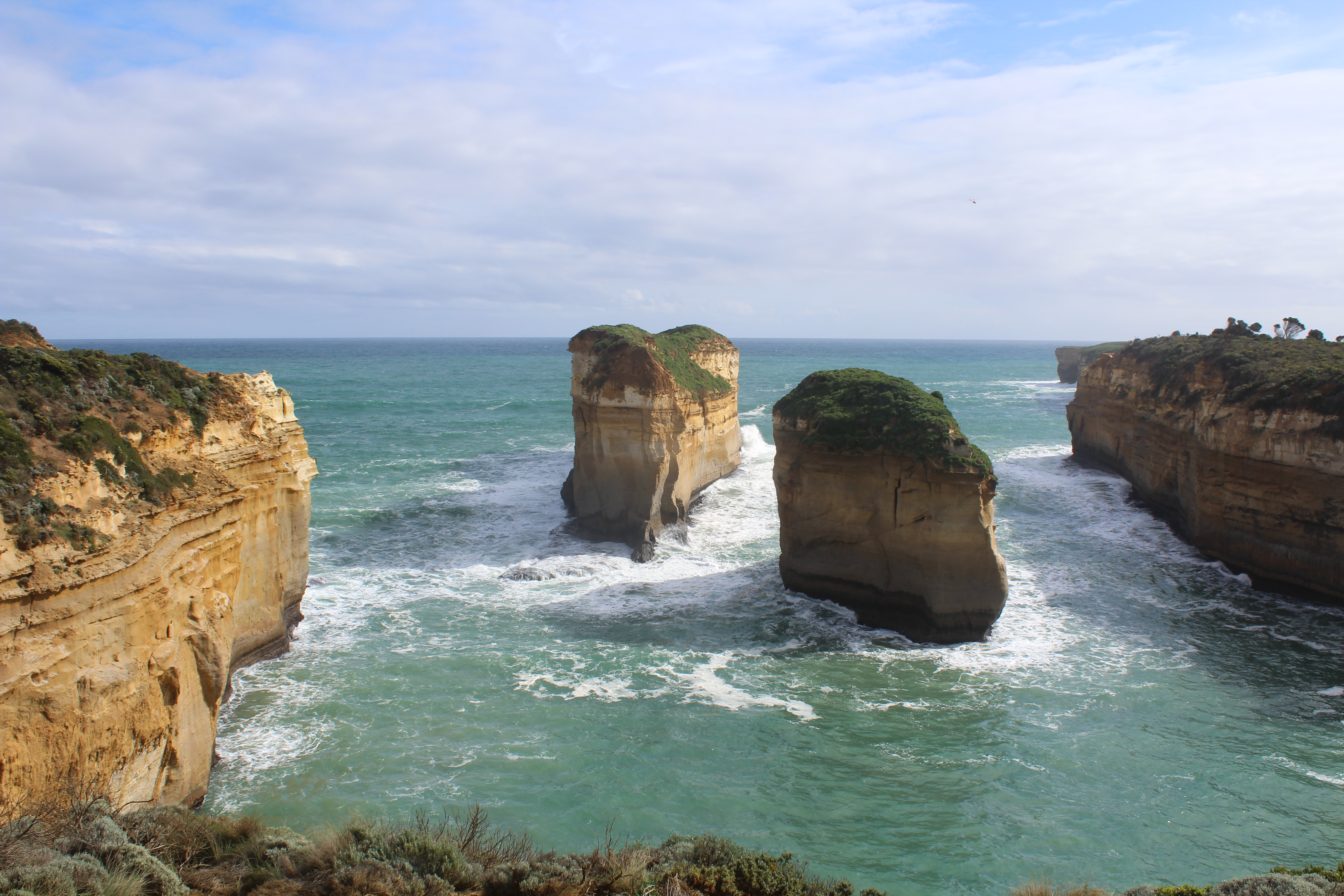
Een ingestorte natuurlijke boog op het Twelve Apostles Marine National Park, Australië.

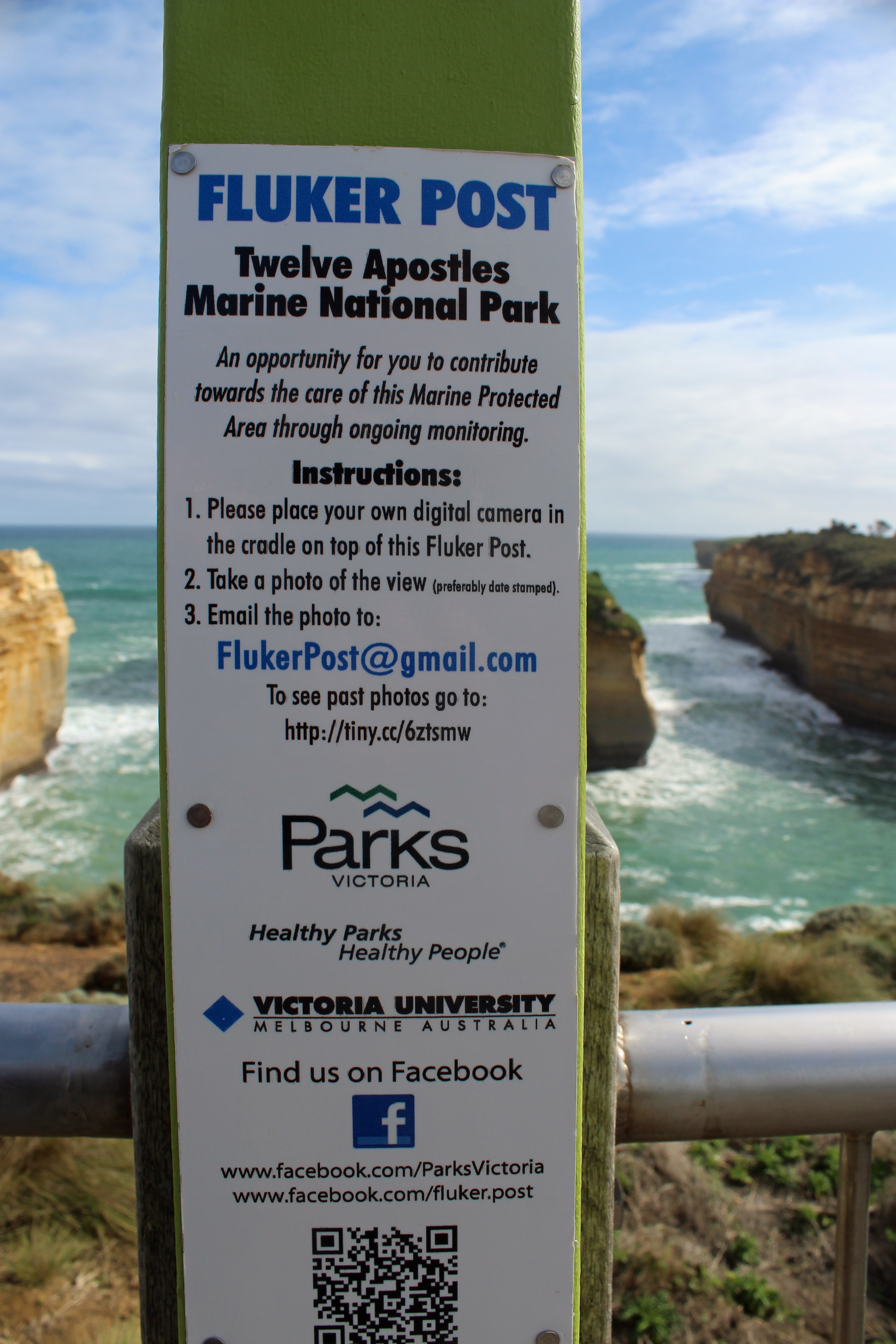
Camerawieg (Fulker Post MP02) om de ineenstorting van de boog vast te leggen

Burgerwetenschap, ook wel aangeduid met de Engelse term 'citizen science' (soms ook wel amateurwetenschap genoemd), is wetenschappelijk onderzoek dat in zijn geheel of gedeeltelijk wordt uitgevoerd door vrijwilligers, vaak in samenwerking met of onder begeleiding van wetenschappers met een professionele aanstelling. De vrijwilligers kunnen wel of geen wetenschappelijke opleiding hebben gehad en de taken kunnen variëren van observaties, metingen en berekeningen tot het volledig opzetten en uitvoeren van onderzoek. Soms ligt de nadruk op het verzamelen van data (crowd sourcing), maar citizen science kan veel breder worden gezien.

## Geschiedenis
De term ‘citizen science’ is relatief nieuw, maar het doen van wetenschap door burgers is van alle tijden. Voor de 20e eeuw werd wetenschap vaak uitgevoerd door zogenaamde gentleman scientists. Denk bijvoorbeeld aan de lakenkoopman Antoni van Leeuwenhoek, die in de 17de eeuw belangrijke microbiologische ontdekkingen deed met zijn zelfgemaakte microscopen. Andere bekende citizen scientists uit de geschiedenis zijn Isaac Newton, Benjamin Franklin, en Charles Darwin.
In de twintigste eeuw werd de wetenschap veel meer bepaald en uitgevoerd door onderzoekers die aangesteld waren aan universiteiten en overheidsorganisaties maar werd daardoor ook bureaucratischer. Citizen science wordt gezien als een methode om de wetenschap democratischer te maken.
Een studie uit 2016 laat zien dat citizen science vooral bijdraagt aan biologisch onderzoek op het gebied van conservatie en ecologie.

## Voordelen van netwerken
Het gebruik van burgerwetenschappelijke netwerken maakt het wetenschappers mogelijk sneller of makkelijker een onderzoeksdoel te bereiken dan anders haalbaar zou zijn geweest. Daarnaast zijn deze projecten erop gericht om de betrokkenheid van het grote publiek bij het onderzoek — of bij wetenschap in het algemeen — te bevorderen. Ook distributed computing kan beschouwd worden als een vorm van burgerwetenschap, hoewel hierbij de gebruiker slechts rekentijd ter beschikking stelt en niet actief meedoet aan het onderzoek.

## Voorbeelden van burgerwetenschap
- Williamina Fleming, die als dienstmeisje aan het werk was bij de Amerikaanse astronoom Edward Charles Pickering, maar die later zelf een onderzoekster van astrofotografie en stellaire spectra werd.

- De ontdekking van een witte vlek op de planeet Saturnus door de Britse komiek en amateurastronoom Will Hay.
- De ontdekking van een reflectienevel, Hanny's Voorwerp, door de Nederlandse onderwijzeres Hanny van Arkel.
- De ontdekking van een supernova door de Ierse amateurastronoom Dave Grennan.
- De ontdekking van meer dan 40 supernovae door de Australische amateurastronoom Robert Owen Evans.
- Het onderzoek naar tessellatiepatronen van onregelmatige vijfhoeken door de Amerikaanse huisvrouw Marjorie Rice.
- De grootschalige meting van de luchtkwaliteit in Vlaanderen door CurieuzeNeuzen in 2018.[4]
- Het onderzoek naar de historische koekoeksgraad in Vlaanderen en Nederland door honderden genealogen.[5]
- De grootschalige verzameling van maternale stamlijnen in Vlaanderen door MamaMito in 2020.[6][7]
- Het Snuffelfiets project van de Data- en Kennishub Gezond Stedelijk Leven.[8]
- COMPAIR, waarin onderzoek wordt gedaan naar de luchtkwaliteit in enkele Europese landen in opdracht van de Europese Commissie binnen het Horizon 2020-programma. Er is o.a. een samenwerking met Telraam.net. Dit project liep van 01/11/2021 tot 31/10/2024.[9][10]
- De Grote Voedselkaart[11] is op eind mei 2025 gelanceerd door Gezondheidsinstituut Sciensano. De opzet van de applicatie is een burgeronderzoek om het aanbod en de prijs van gezonde voeding in Vlaanderen en Brussel in kaart te brengen.[12]

## Voorbeelden van burgerwetenschappelijke netwerken
- Het langstlopende project is de vogeltelling van de National Audubon Society, die in het jaar 1900 begon. Ook in Nederland loopt er sinds 2001 een dergelijk project, de Tuinvogeltelling van de Vogelbescherming Nederland. In België organiseert Natuurpunt elk jaar in januari het Grote Vogelweekend.
- Xeno-canto een database en website met vogelzang die gebruikt kan worden voor verder onderzoek naar vogelgeluiden.
- Galaxy Zoo, een online sterrenkundeproject van de Zooniversegemeenschap. Andere projecten van Zooniverse zijn Planethunters, Old Weather, Ancient Lives en Moon Zoo.
- iNaturalist, een online webpagina waar je foto's kan uploaden van planten en dieren uit je omgeving en die dan de soortnaam geeft en waar je de gegevens in op kan slaan.
- Stardust@home, een online zoektocht naar sterrenstofdeeltjes. Vrijwilligers van dit project hebben drie mogelijke kandidaten ontdekt.
- SETI@home, een project waarbij de gebruikers computerrekentijd ter beschikking stellen voor de zoektocht naar buitenaards leven.
- Foldit, een computerspel waarbij eiwitstructuren zo efficiënt mogelijk moeten worden opgevouwen. Vrijwilligers van dit project ontrafelden in 2011 de structuur van een retrovirus dat aids veroorzaakt in resusapen. Dit probleem was 15 jaar lang onopgelost, maar werd door de spelers in drie weken geklaard.[13][14]
- Evolution MegaLab, een onderzoek in 15 Europese landen naar veranderingen in de huisjeskleur van de gewone tuinslak, waarbij vrijwilligers waarnemingen van in totaal 200.000 slakken in hun omgeving aanleverden om vragen over de evolutie van deze dieren te kunnen beantwoorden.[15][16]
- MamaMito, een onderzoek waarbij 7.900 burgerwetenschappers via originele genealogische bronnen zochten naar onderlinge diepe maternale verwantschappen om die vervolgens via mitochondriaal DNA genetisch te verifiëren door het team van genetisch genealoog Prof. Maarten Larmuseau van de KU Leuven en Histories vzw.[17]
- Curieuzeneuzen, met de hulp van 5.000 burgers brachten onderzoekers van Universiteit Antwerpen de factoren in kaart die bijdragen aan een gezond tuinklimaat (2021)
- Telraam.net dat verkeerstellingen uitvoert en zo mee het lokaal mobiliteitsbeleid kan helpen sturen.
- De Oorzaak is een project van de Universiteit Antwerpen, UZA en De Morgen dat omgevingsgeluid meet om zo levenskwaliteit en gezondheid te kunnen verbeteren.[18]